# Jörg Koler
Jörg Koler, auch Georg Koler, war ein Kaufmann im Ausklang des Mittelalters, der verschiedene, teilweise internationale Handelsgesellschaften leitete. Im Jahr 1500 besaß er ein Vermögen von 15.000 rheinischen Gulden. 

## Biographie
Jörg Koler stammte aus Isny und wurde Bürger in Nürnberg. 1474 bis 1481 war er Handelsdiener bei der Großen Ravensburger Handelsgesellschaft. 1474 und nochmals 1478 verweilte er hierfür „längere Zeit“ in Mailand. Aus dieser Zeit ist neben „höchst aufschlussreiche[n] Rapporte[n]“ auch ein Schreiben an den Herzog von Mailand (Gian Galeazzo Maria Sforza) erhalten, worin Koler seine „Entrüstung“ über die Schlacht bei Giornico kundtat und über die wirtschaftliche Bestrafung der Eidgenossenschaft beriet.
1487 empfing er den Auftrag, den Nachlass des Nürnberger Kaufmanns Anton Olgianer zu regeln.
Zwischen 1491 und 1496 leitete er die Handelsgesellschaft, an der auch Peter von Watt teilnahm. Sie stand in Beziehung nach Posen mit dem Kaufmannsgeschlecht Wild.
1506 schloss Koler den Vertrag einer von ihm geleiteten Handelsgesellschaft zwischen 1507 und 1511, in der Metallwaren nach Mailand und Crema exportiert und aus Mailand Barchent und Samt, sowie aus Como Tuch importiert wurde. Zusammen mit dem Nürnberger Kaufmann Jörg Kress handelte er dabei mit dem Mailänder Ambrosius de Saronno.

## Trivia
Koler stand zwar in Beziehung mit dem Kaufmannsgeschlecht Wild in Posen, ist aber nicht identisch mit dem von Peter Wenzel als Jorg Koler interpretierten Schöppenschreiber Görge Keltern, auf dessen Schule in Posen der später als Großhändler reich gewordene Hans Frenzel ging.